# 3454 Lieske
3454 Lieske је астероид главног астероидног појаса чија средња удаљеност од Сунца износи 2,267 астрономских јединица (АЈ).
Апсолутна магнитуда астероида је 13,6.